# سوهیانگ

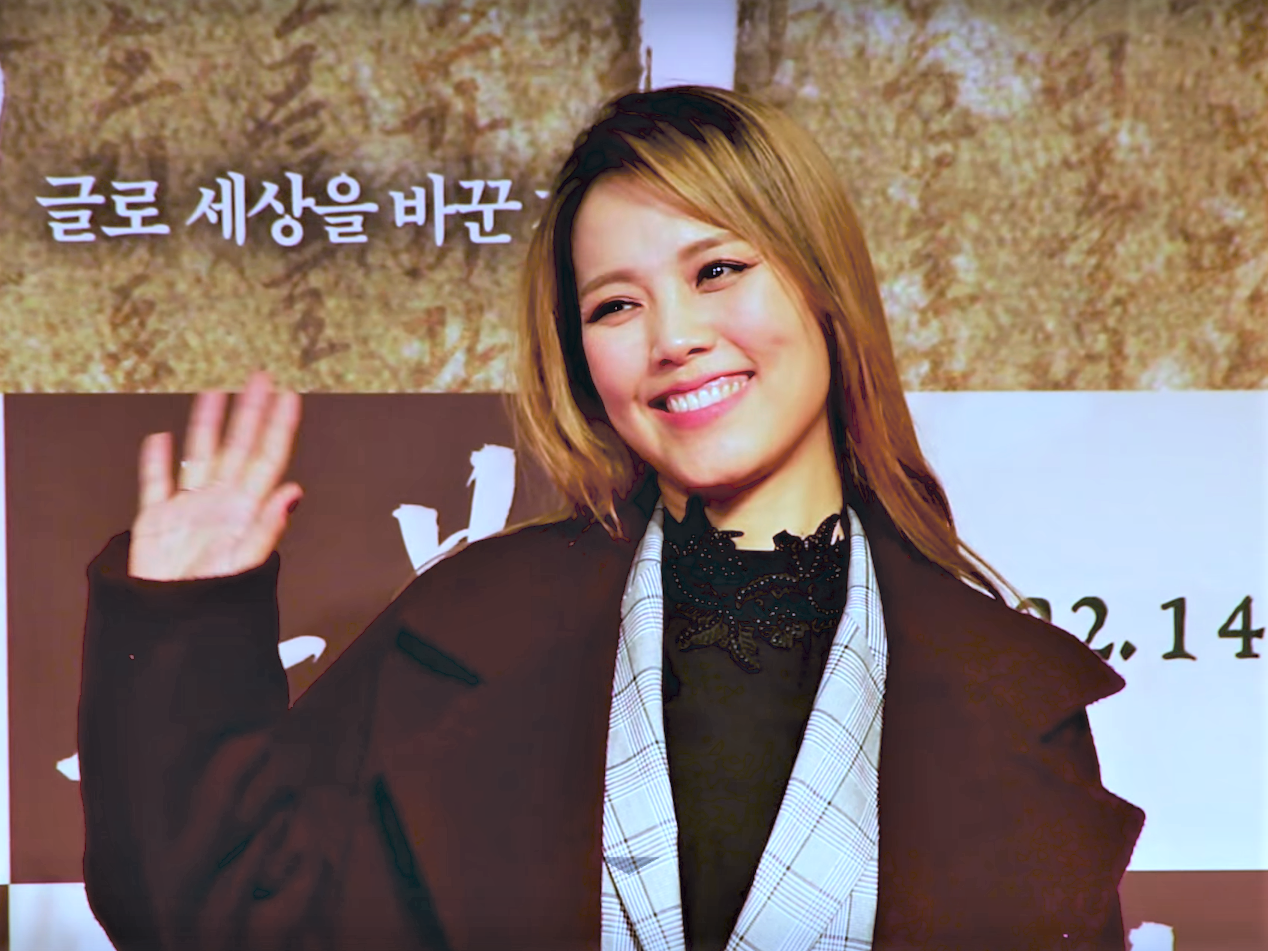
سوهیانگ خواننده مطرح کره ای در 5 آپریل 1978 متولد شد.

سوهیانگ (به انگلیسی: Sohyang)با نام اصلی کیم سو-هیانگ (به انگلیسی: Kim So-hyang)(زاده ۵ آوریل ۱۹۷۸) خواننده کره‌ای است.